# Acatocarpàcies
Achatocarpaceae és una família de plantes amb flors. Conté dos gèneres i 10 espècies. Està distribuïda a la part sud-oest dels Estats Units i a l'Amèrica del Sud tropical i subtropical.
Pertany a l'ordre de les Cariofil·lals que, segons els treballs del Grup per a la filogènia de les angiospermes, formen un clade junt amb més d'una vintena de famílies, entre elles les Amaranthaceae o les Caryophyllaceae.

## Gèneres
- Achatocarpus Triana
- Phaulothamnus A.Gray[4]